# آنا غارسيا لوزانو
آنا غارسيا لوزانو (بالإسبانية: Ana García Lozano)‏ هي مقدمة برامج إذاعية وصحفية ومقدمة تلفزيونية إسبانية، ولدت في 13 سبتمبر 1963 في بلنسية في إسبانيا.

## وصلات خارجية
- آنا غارسيا على موقع IMDb (الإنجليزية)